# Tirto Harjo
Tirto Harjo is een bestuurslaag in het regentschap Banyuasin van de provincie Zuid-Sumatra, Indonesië. Tirto Harjo telt 2025 inwoners (volkstelling 2010).